# 鈴木信教
鈴木 信教（すずき しんきょう、1843年4月23日（天保14年3月24日） - 1892年（明治25年）10月2日）は幕末から明治初期の僧、社会事業家。孤児や貧しい子供たちの養育などで知られ、育てた子供の数は200人とも言われる。

## 人物
1843年（天保14年）、出羽国村山郡（後の山形県東村山郡大郷村、現・山形市）生まれ。7歳で出家して陸奥国安達郡大玉村（現・福島県大玉村）の相応寺で修行、13歳からは京都の智積院で修行、その後は安達郡岩代町（現・二本松市）の東福寺、次いで息王寺の住職となり、1868年（明治元年）からは安積郡郡山町（現・福島県郡山市）の如宝寺の住職となる。
当時の郡山地域は戊辰戦争などで荒れ果てており、生まれたばかりの子供を育てられない家庭も多かったため、そうした子どもたちを引き取り、寺にて自費で育てて教育したり、「門前縞」という織物を教えたという。生涯で育てた子供の数は約200人と言われる。
また、盛隆舎（後の郡山市立金透小学校）の設立に協力した上、自ら教鞭をとり、新田開墾に協力するなど、安積開拓にも貢献した。若くして安積疏水の必要性を説き、そのために全財産を投げ打った小林久敬は晩年、信教が世話をしていたと伝えられる。
1892年（明治25年）10月2日没。墓は市内の如宝寺にあり、福島県指定史跡に指定されている。